# Eremarionta millepalmarum
Eremarionta millepalmarum är en snäckart som först beskrevs av S. S. Berry 1930.  Eremarionta millepalmarum ingår i släktet Eremarionta och familjen Helminthoglyptidae. IUCN kategoriserar arten globalt som sårbar. Inga underarter finns listade i Catalogue of Life.